# Rhamphomyia bicolor
Rhamphomyia bicolor är en tvåvingeart som beskrevs av Macquart 1827. Rhamphomyia bicolor ingår i släktet Rhamphomyia och familjen dansflugor.
Artens utbredningsområde är Frankrike. Inga underarter finns listade i Catalogue of Life.